# Sturzkampfgeschwader 3
La Sturzkampfgeschwader 3 (St.G.3) (3e escadron de bombardement en piqué) est une unité de bombardements en piqué de la Luftwaffe pendant la Seconde Guerre mondiale.

## Opérations
Le St.G.3 a mis en œuvre principalement des avions Junkers Ju 87B/D/G et R, mais aussi des Messerschmitt Bf 110 et des Heinkel He 111, ainsi que des Messerschmitt Bf 109 pour le Ergänzungsgruppe.

## Organisation

### Stab. Gruppe
Le Stab./St.G.3 est formé le 9 juillet 1940 à Dinard à partir du Stab/KG 28.

Le 18 octobre 1943, il devient Stab/SG 3.
Geschwaderkommodore (Commandant de l'escadron) :
| Début              | Fin                | Grade          | Nom               |
| ------------------ | ------------------ | -------------- | ----------------- |
| Juillet 1940       | 18 juillet 1940    | Oberstleutnant | Karl Angerstein   |
| 27 juillet 1940    | 1er avril 1941     | Oberstleutnant | Georg Edert       |
| 1er avril 1941     | 1er septembre 1941 | Oberstleutnant | Karl Christ (en)  |
| 1er septembre 1941 | 1er avril 1943     | Oberstleutnant | Walter Sigel (en) |
| 1er avril 1943     | 18 octobre 1943    | Oberstleutnant | Kurt Kuhlmey      |

### I. Gruppe
Formé le 9 juillet 1940 à Barly à partir du I./St.G.76 avec :
- Stab I./St.G.3 à partir du Stab I./St.G.76
- 1./St.G.3 à partir du 1./St.G.76
- 2./St.G.3 à partir du 2./St.G.76
- 3./St.G.3 à partir du 3./St.G.76

Le 18 octobre 1943, le I./St.G.3 devient I./SG 3 avec :
- Stab I./St.G.3 devient Stab I./SG 3
- 1./St.G.3 devient 1./SG 3
- 2./St.G.3 devient 2./SG 3
- 3./St.G.3 devient 3./SG 3

Gruppenkommandeure (Commandant de groupe) :
| Début             | Fin               | Grade     | Nom                                      |
| ----------------- | ----------------- | --------- | ---------------------------------------- |
| 9 juillet 1940    | 1er mars 1942     | Major     | Walter Sigel (en)                        |
| 1er mars 1942     | 4 juin 1942       | Hauptmann | Heinrich Eppen (en) (Disparu en mission) |
| 5 juin 1942       | Juillet 1942      | Major     | Martin Moßdorf (en)                      |
| Juillet 1942      | 1er décembre 1942 | Major     | Herbert Spangenberg                      |
| 1er décembre 1942 | 2 juin 1943       | Hauptmann | Horst Schiller                           |
| 19 juin 1943      | 18 octobre 1943   | Hauptmann | Helmut Naumann                           |

### II. Gruppe
Formé le 13 janvier 1942 à Agedabia à partir du I./St.G.1 avec :
- Stab II./St.G.3 à partir du Stab II./St.G.1
- 4./St.G.3 à partir du 1./St.G.1
- 5./St.G.3 à partir du 2./St.G.1
- 6./St.G.3 à partir du 3./St.G.1

Le 13 janvier 1942, le II./St.G.3 devient II./SG 3 avec :
- Stab II./St.G.3 devient Stab II./SG 3
- 4./St.G.3 devient 4./SG 3
- 5./St.G.3 devient 5./SG 3
- 6./St.G.3 devient 6./SG 3

Gruppenkommandeure :
| Début           | Fin             | Grade     | Nom              |
| --------------- | --------------- | --------- | ---------------- |
| 13 janvier 1942 | Juillet 1942    | Hauptmann | Kurt Kuhlmey     |
| Juillet 1942    | 1er avril 1943  | Hauptmann | Heinrich Heine   |
| 1er avril 1943  | 13 août 1943    | Hauptmann | Hans Neumann     |
| 14 août 1943    | 18 octobre 1943 | Hauptmann | Theodor Nordmann |

### III. Gruppe
Formé le 13 janvier 1942 à Pancrazio à partir du II./St.G.2 avec :
- Stab III./St.G.3 à partir du Stab II./St.G.2
- 7./St.G.3 à partir du 4./St.G.2
- 8./St.G.3 à partir du 5./St.G.2
- 9./St.G.3 à partir du 6./St.G.2

Le 10./St.G.3 a probablement existé entre août et octobre 1943, mais il existe très peu d'information sur ce sujet.
Le 18 octobre 1943, le III./St.G.3 devient III./SG 3 avec :
- Stab III./St.G.3 devient Stab III./SG 3
- 7./St.G.3 devient 7./SG 3
- 8./St.G.3 devient 8./SG 3
- 9./St.G.3 devient 9./SG 3

Gruppenkommandeure :
| Début           | Fin             | Grade     | Nom                    |
| --------------- | --------------- | --------- | ---------------------- |
| 13 janvier 1942 | 26 octobre 1942 | Hauptmann | Kurt Walter            |
| Octobre 1942    | 17 juin 1943    | Major     | Bernhard Hamester (en) |
| 17 juin 1943    | 18 octobre 1943 | Hauptmann | Eberhard Jacob         |

### Ergänzungsstaffel
Formé en août 1941 à Wurtzbourg en tant que Ergänzungsstaffel/St.G.3 à partir du Erg.Stukagruppe Würzburg.
En 1942, son effectif est augmenté et devient Gruppe avec :
- Stab/Erg.Gruppe St.G.3
- 1./Erg.Gruppe St.G.3
- 2./Erg.Gruppe St.G.3.

En mai 1943, le Erg.Gruppe St.G.3 devient III./St.G.151 avec :
- Stab/Erg.Gruppe St.G.3 devient Stab III./St.G.151
- 1./Erg.Gruppe St.G.3 devient 5/St.G.151
- 2./Erg.Gruppe St.G.3 devient 6./St.G.151.

Gruppenkommandeure :
| Début          | Fin              | Grade        | Nom             |
| -------------- | ---------------- | ------------ | --------------- |
| Août 1941      | 1er février 1943 | Oberleutnant | Arnold Schubert |
| 2 février 1943 | Avril 1943       | Oberleutnant | Heinrich Heins  |
| Avril 1943     | 16 mai 1943      | Hauptmann    | Siegfried Göbel |